# Берендинский сельсовет
Берендинский сельсовет — упразднённая административно-территориальная единица, существовавшая на территории Московской губернии и Московской области до 1954 года.
Берендинский сельсовет был образован в первые годы советской власти. По данным 1919 года он входил в состав Усмерской волости Бронницкого уезда Московской губернии.
В 1923 году Берендинский с/с был упразднён, но в 1925 вновь восстановлен.
По данным 1926 года в состав сельсовета входил 1 населённый пункт — деревня Берендино.
12 июля 1929 года Берендинский с/с был отнесён к Воскресенскому району Коломенского округа Московской области. При этом к нему был присоединён Потаповский с/с.
20 мая 1930 года Берендинский с/с был передан в Ашитковский район. В это время Берендинский с/с включал селения Берендино, Выселки и Потаповское.
23 июля 1930 года Коломенский округ был упразднён и Ашитковский район перешёл в прямое подчинение Московской области.
31 августа 1930 года Ашитковский район был переименован в Виноградовский.
14 июня 1954 года Берендинский с/с был упразднён. При этом его территория была передана в Барановский с/с.